# Axel Bruns
Axel Bruns (* 7. Juni 1915 in Lutzig, Kreis Belgard, Hinterpommern; † 21. April 1990 in Celle) war ein deutscher Verwaltungsjurist.

## Leben
Als Sohn eines Gutsbesitzers besuchte Bruns das Pädagogium Putbus. Nach dem Abitur am vormals Königlichen Friedrich-Wilhelms-Gymnasium zu Greifenberg in Pommern war er ein Jahr Eleve in der Landwirtschaft. An der Albert-Ludwigs-Universität Freiburg und der Philipps-Universität Marburg begann er Rechts- und Staatswissenschaften zu studieren. Am 20. Februar 1936 renoncierte er als Bruns II und vorletzter Fuchs beim Corps Hasso-Nassovia. Drei Monate später musste das Corps suspendieren. 1938 beschloss die Mitgliederversammlung
der Altherrenschaft, Bruns und drei anderen Füchsen, die 1936 noch gefochten hatten, das Band zu verleihen. Als Inaktiver wechselte er an die Georg-August-Universität Göttingen und die Ludwig-Maximilians-Universität München. 1939 bestand er am Kammergericht das Referendarexamen. Er wurde zum Reichsarbeitsdienst und zu Wehrübungen beim Heer einberufen. Seit 1943 Assessor, wurde er 1944 zum   Regierungsrat ernannt.

### Wehrmacht
Beim Artillerieregiment 241 in der 161. Infanterie-Division führte die letzte Übung in den Überfall auf Polen. Im Deutsch-Sowjetischen Krieg gelang es ihm als Batteriechef in der Schlacht bei Charkow, durchgebrochene Truppen der Roten Armee abzuwehren. Dafür erhielt er das Ritterkreuz. Nach fünf Verwundungen kam Bruns als Hauptmann d. R. und Hörsaalleiter an die Artillerieschule auf dem Truppenübungsplatz Groß Born. Während eines Studienurlaubs bestand er das Referendarexamen und kriegsbedingt zugleich die mündliche Doktorprüfung. Bei Kriegsende war er kurzzeitig Kriegsgefangener der Briten. Beide Brüder waren gefallen.

### Niedersachsen
Da er weder der NSDAP noch einer anderen NS-Organisation angehört hatte, kam er in den Staatsdienst der Britischen Besatzungszone, zunächst beim Regierungsbezirk Hannover in Rinteln und Kurdirektor in Bad Nenndorf. Im Dezember 1945 setzten ihn die Briten als Oberkreisdirektor im Landkreis Grafschaft Schaumburg ein. Als nach Niedersachsens ersten Kommunalwahlen die Verwaltungschefs von den neuen Kreistagen zu wählen waren, hatte Bruns das Nachsehen. Mehr Glück hatte er im Landkreis Celle, wo ein Nachfolger des gestorbenen Oberkreisdirektors Erich Wentker (1890–1947) zu wählen war. Bruns wurde gewählt und sollte 29 Jahre im Amt bleiben. Vom 16. Dezember 1948 bis zum 2. Juni 1950 war er Vorsitzender des Celler AHSC. Mit Ablieferung der Doktorarbeit wurde er 1952 in Göttingen zum Dr. iur. promoviert. 
Besondere Verdienste erwarb er sich bei der Eingliederung vieler Heimatvertriebener aus den Ostgebieten des Deutschen Reiches. In seine Amtszeit fiel 1975 auch der Brand in der Lüneburger Heide.

### Privates
Zur Zeit seines Celler Amtsantritts heiratete Bruns am 12. Dezember 1947 seine zweite Frau, Thea geb. Kopplin aus Greifenberg. Aus der Ehe gingen zwei Töchter und ein Sohn hervor. 
Nach Theas Tod (1964) heiratete er Jutta geb. Hoene. Sie hatten einen Sohn und eine Tochter.
Er starb nach langer schwerer Krankheit im 75. Lebensjahr.

## Ehrungen
- Sturmabzeichen
- Medaille Winterschlacht im Osten 1941/42
- Verwundetenabzeichen (1939) in Gold
- Eisernes Kreuz II. Klasse
- Eisernes Kreuz I. Klasse
- Ritterkreuz des Eisernen Kreuzes (29. August 1943)
- Verdienstorden der Bundesrepublik Deutschland, Bundesverdienstkreuz 1. Klasse (1974)
- Großes Verdienstkreuz des Niedersächsischen Verdienstordens (1977)
- Axel-Bruns-Schule, Berufsbildende Schule II in Celle